# سرگی بولگاکف

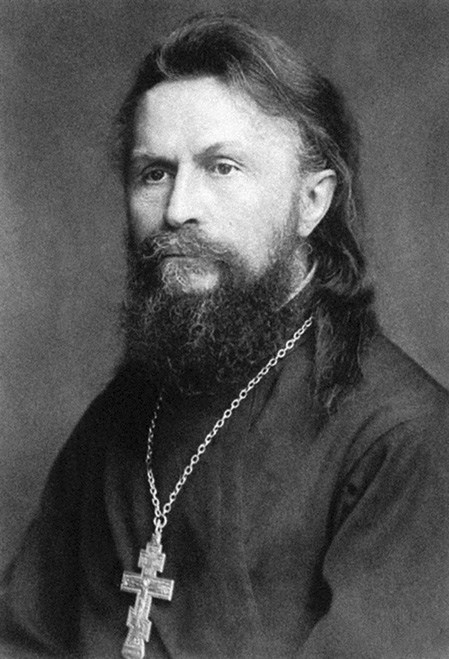
سرگی بولگاکف

سرگی نیکولاوئیچ بولگاکف (به روسی: Серге́й Никола́евич Булга́ков) الهی‌دان ارتدوکس، فیلسوف، کشیش و اقتصاددان روس بود. او متولد سال ۱۸۷۱ در لیفنی روسیه و درگذشته به سال ۱۹۴۴ در پاریس فرانسه می‌باشد.
(با میخائیل بولگاکف، نمایشنامه‌نویس - خالق مرشد و مارگریتا اشتباه نشود.)

دین‌پژوه آمریکایی ''دیوید بنتلی هارت''(David Bentley Hart)، بولگاکف را بزرگ‌ترین الهی‌دان سیستماتیک در قرن بیستم معرفی می‌کند.
بولگاکف بیش از هرچیز، بخاطر بسط سیستم الهیاتی بر محوریت سوفیا (حکمت الهی) شناخته می‌شود. در بدو امر، آموزه‌های او توسط کلیسای ارتدوکس خارج‌نشین روسیه (ROCOR) مردود شناخته شد. اما بعدها در مجمع تحقیقات الهیات ارتدوکسی در سنت سرگیوس پاریس بین سال‌های ۱۹۳۵–۱۹۳۶، الهیات او را از دایره بدعت‌گذاری خارج کردند.

## زندگی

### آغاز زندگی تا جوانی (۱۸۷۱–۱۸۸۹)
سرگی نیکولاوئیچ بولگاکف زاده ۱۶ ژوئیه ۱۸۷۱ در خانواده‌ای از کشیشان روستایی ارتدوکس در شهر لیفنی روسیه چشم به جهان گشود. خاندان او در شش نسل، کشیشان ارتدوکس تربیت کرده بودند که این داستان از قرن ۱۶ میلادی از جد بزرگ او بولگاک شروع شده بود؛ مردی از تبار تاتارها که نام خانوادگی بولگاکف مربوط به همین شخص است.
او به سال ۱۸۸۴ از مدرسه الهیات لیفنی فارغ‌التحصیل شد. در سن ۱۴ سالگی وارد حوزه علمیه اوریول گردید و در سال ۱۸۸۸ پس از از دست دادن ایمانش، حوزه را ترک گفت. در همان سال دست به یک خودکشی نافرجام زد. بولگاکف بعدها خاطرنشان کرد که اشتیاق او برای کشیش شدن کاسته شد، زیرا که معلمانش قادر به پاسخگویی به پرسش‌های او نبودند.
پس از خروج از حوزه علمیه، بولگاکف وارد مدرسه کلاسیک یلتس شد تا خود را برای رشته حقوق در دانشگاه سلطنتی مسکو آماده کند.

### ورود به دانشگاه و گرایش‌های اولیه (۱۸۹۰–۱۸۹۷)
در سال ۱۸۹۰ بولگاکف وارد دانشگاه سلطنتی مسکو شد تا در رشته اقتصاد سیاسی و حقوق درس بخواند. اما چنانچه بعدها معلوم شد، ادبیات و فلسفه گرایش غالب او بود و علاقه کمتری به حقوق از خود نشان داد. در واقع بولگاکف حقوق را انتخاب کرد چون به نظرش می‌رسید، بهتر می‌توانست به نجات کشورش کمک کند.
پس از فارغ‌التحصیلی در رشته حقوق دانشگاه سلطنتی مسکو، او به مدت دو سال در انستیتو بازرگانی مسکو تدریس نمود. بولگاکف در طی مدت تحصیلات تکمیلی‌اش زیر نظر اقتصاددان برجسته الکساندر چوپروف (Алекса́ндр Алекса́ндрович Чупро́в) درس خواند و به توصیه او بود که در سمت استادی در رشته اقتصاد سیاسی و آمار ابقا شد.
اندیشه بولگاکف در خلال سال‌های تحصیلش نزد چوپروف، عموماً در زمینه مارکسیسم و آن هم مارکسیسم پوپولیستی نگریسته و مورد بحث قرار گرفته و از همین منظر او را "مارکسیست قانونی" نامیده‌اند. البته لازم به ذکر است خود اصطلاح "مارکسیسم قانونی" تا حدی در یک زمینه تحقیرآمیز از پروپاگاندای سیاسی چپ در قرن ۱۹ شکل گرفت و مبین این مسأله بود که برخلاف گرایش‌های دیگر چپ و یا گرایش‌های چپ مارکسیستی، "مارکسیسم قانونی" فعالیت‌های خود را بر زمینه تفسیر نظریات اقتصادی مارکس و در چارچوب قانون حکومت تزاری تعریف می‌کرد و از حدود آن خارج نمی‌شد. (البته دومی زیاد با واقعیت همخوانی نداشت چرا که مجلات آن‌ها نیز توسط دولت تزار توقیف شدند)
در سال ۱۸۹۵ بولگاکف در دانشگاه سلطنتی مسکو شروع به تدریس اقتصاد سیاسی نمود. در همان سال نیز او کتاب نقدی بر اثر ناتمام کارل مارکس بر جلد سوم کتاب کاپیتال را به چاپ رساند و در سال ۱۸۹۶ مقاله‌ای با عنوان "درباره نظم پدیده‌های اجتماعی" را نگاشت. سال بعد نیز پژوهشی با عنوان "در باب بازارها در شرایط تولید سرمایه‌داری" منتشر کرد. همین‌گونه نوشته‌ها بود که او را به عنوان یکی از نمایندگان مهم مارکسیسم در روسیه تثبیت کرد.
در طول سال‌های فعالیتش ذیل مارکسیسم قانونی، با کارل کائوتسکی، آگوست ببل، ویکتور آدلر و گئورگی پلخانف دیدار کرده بود.

### عزیمت از مارکسیسم به سوی ایده‌آلیسم (۱۸۹۸–۱۹۰۳)
در سال ۱۸۹۸ بولگاکف بورسیه دو ساله کارآموزی در اروپای غربی دریافت نمود و به آلمان مسافرت کرد تا در آنجا ایده‌های خود را با مکاتبات شخصی با نمایندگان سوسیال دموکرات آلمان مورد آزمایش و سنجش قرار دهد. نتیجه این سنجش‌ها و تحقیقات، یک رساله دو جلدی با عنوان "کاپیتالیسم و کشاورزی" بود که در سال ۱۹۰۰ به چاپ رسید. این رساله با هدف آزمودن کاربرد نظریه مارکس در مورد جوامع سرمایه‌داری در خصوص کشاورزی تدوین گشت.
بولگاکف تاریخ کشاورزی آلمان، ایالات متحده آمریکا، ایرلند، فرانسه و انگلستان را بررسی نمود. رساله با این نتیجه‌گیری به پایان رسید که نظریه مارکس که محدود به ویژگی‌های اقتصادی جامعه انگلستان می‌شود، نمی‌تواند با یک نظریه اقتصادی در خصوص کشاورزی پیوند یابد و لذا روایتی جهان‌شمول و واقع‌گرایانه از جامعه سرمایه‌داری نیست. این اثر در نهایت به عنوان یک پایان‌نامه کارشناسی ارشد دفاع شد.
در سال ۱۹۰۰ بولگاکف پایان‌نامه خود را تکمیل و جهت بررسی ارائه نمود و همین بررسی بود که وی را به سوی سمت استادیاری دانشگاه سنت ولادیمیر کی‌یف به سال ۱۹۰۱ هدایت نمود. در سخنرانی‌هایی نظیر "ایوان کارامازوف به مثابه یک شخصیت فلسفی" که در کی‌یف ارائه نمود، مشخص بود که بولگاکف دیگر از مارکسیسم فاصله گرفته است
در زمان درس‌گفتارهای بولگاکف در خصوص داستایوفسکی، عملاً نئوکانتیسم یک جریان مقابل قابل تأمل در برابر مارکسیسم در روسیه قرن بیستم مطرح بود و بولگاکف که به شدت تحت تأثیر نئوکانتیسم بود، به ایده‌آلیسم بازگشت و به اهمیت تاریخی ارزش‌هایی چون زیبایی و نیکی معتقد شد.
اما این فلسفه ولادیمیر سولویوف بود که بولگاکف وقتی خوانش آن را در سال ۱۹۰۲ آغاز نمود، به عنوان عالی‌ترین شکل سنتز فلسفی در نظرش جلوه یافت؛ فلسفه‌ای که روح حیات مسیحیت را نیروی سامان‌بخش خلاقیت اجتماعی می‌دانست.
ایده‌آلیسم بولگاکف سرانجام او را مجدداً به کلیسای ارتدوکس شرقی رهنمون شد. او مراحل رشد تفکر فلسفی خود را در مجموعه‌ای با عنوان "از مارکسیسم تا ایده‌آلیسم" در سال ۱۹۰۳ در سن پترزبورگ ارائه نمود.

### آشوب‌های سیاسی (۱۹۰۳–۱۹۰۹)
سرگی بولگاکف با همکاری پیوتر استروو مجله "لیبراسیون" را منتشر می‌کرد. آن دو با هم از بنیان‌گذاران سازمان سیاسی غیرقانونی "اتحادیه آزادی" در سال ۱۹۰۳ بودند. بعد از انقلاب ۱۹۰۵ اعضای مجمع آن، حزب دموکرات مشروطه (به روسی کادت) را بنیان نهادند.
بولگاکف به کادت نپیوست و در عوض تلاش‌های نافرجامی برای بنیان‌گذاری سازمان مخصوص به خود با عنوان اتحاد سیاست مسیحی را انجام داد که از سوسیالیسم مسیحی حمایت می‌کرد و با سازمان برادران مسیحی مبارز (به روسی Христианское братство борьбы) که مؤسس آن والنتین سونتسیتسکی بود، همکاری داشت.
در خلال آشوب‌های سیاسی سال ۱۹۰۵ بولگاکف دوستی نزدیکی با پاول فلورنسکی کشیش آغاز کرد. او و فلورنسکی از اعضای انجمن فلسفی-مذهبی یادبود ولادیمیر سولویوف بودند که در اواخر سال ۱۹۰۵ در مسکو تأسیس شد.
در سال ۱۹۰۵ بولگاکف به همراه انجمن برادران مسیحی مبارز، اسقف‌ها، کشیشان و بسیاری از انجمن‌های دیگر از فراخوان تشکیل شورای کلیسای ارتدوکس در حمایت از اصلاحات اجتماعی حمایت کرد. یک سال بعد در سال ۱۹۰۶ یک شورای مقدماتی (پیش‌کمیسیون) تشکیل شد و اطلاعات و پیشنهاداتی برای اصلاحات کلیسا در شش مجلد ارائه نمود. نیکلای دوم، طرح شورا را خنثی کرد.
در سال ۱۹۰۶ بولگاکف ویرایشگر روزنامه ناروود در کی‌یف شد. پس از بسته شدن این روزنامه، او از کی‌یف به مسکو بازگشت. او هم‌زمان هم در دانشگاه مسکو در سمت استادیاری در دپارتمان اقتصاد سیاسی و آمار دانشگاه حقوق درس می‌داد و هم در انستیتوی بازرگانی مسکو در مقام استاد حضور داشت که این مهم تا سال ۱۹۱۸ ادامه یافت.
همچنین در این سال (یعنی سال ۱۹۰۶) به عنوان نماینده غیرحزبی سوسیال مسیحی در دوومای دوم از ایالت اووریول انتخاب شد که البته دوومای دوم در سال ۱۹۰۷ بعد از پنج ماه منحل شد.
پس از انحلال دوومای دوم، بولگاکف شور و اشتیاقش برای مشارکت در فعالیت مستقیم سیاسی را از دست داد. یکی از عوامل دیگر دلسردی او و جدایی از اتحادیه آزادی، جهت‌گیری‌های ضد مسیحی بود که به شکلی فزاینده در حال گسترش بود و جناح چپ نمایندگان لیبرال از آن حمایت می‌کردند.

### دانشگاه و روزنامه‌نگاری (۱۹۱۰–۱۹۱۷)
در سال ۱۹۱۱ بولگاکف در اعتراض به سیاست‌های وزیر آموزش عمومی روسیه (لو کاسو) به همراه بسیاری از اساتید دانشگاه که افکار آزادی‌خواهانه داشتند، دانشگاه مسکو را ترک کرد.
سال‌های بعد، بزرگ‌ترین فعالیت‌های اجتماعی و روزنامه‌نگاری بولگاکف بود. او در بسیاری از تلاش‌هایی که در پی احیای تفکر مذهبی و فلسفی بود، شرکت جست. از کارهای او می‌توان مقالاتی نام برد که در باب ولادیمیر سولویوف، مذهب تولستوی و مسائل ایده‌آلیسم نوشت که در مجلات نووی پوت (راه نو) و واپروسی ریلیجی (پرسش‌های دینی) انتشار یافتند.
از خلال مقالات و سخنرانی‌ها، بولگاکف به یک دوره مهم به لحاظ بسط تفکر فلسفی خود گذار کرد که ماحصل آن کتابی در دو مجلد با عنوان "دو شهر" بود که در سال ۱۹۱۱ منتشر شد.
در سال ۱۹۱۱، بولگاکف به ریاست انجمن توسعه علوم اجتماعی الکساندر چوپروف منصوب شد و همچنین عضو کمیسیون حقوق کلیسا در انجمن حقوقی مسکو شد.
در سال ۱۹۱۳ بولگاکف از رساله دکترای خود با عنوان "فلسفه اقتصاد: جهان به مثابه خانوار" دفاع کرد که در آن مسیحیت را به عنوان یک فرایند فراگیر جهانی معرفی کرد که موضوع این فرایند جهانی، سوفیا—روح جهان، طبیعت خلاق و انسانیت ایده‌آل است.
او سپس به استاد تمام در گروه اقتصاد سیاسی دانشگاه مسکو انتخاب شد.
در سال ۱۹۱۷ بولگاکف رسماً عضو شورای عالی کلیسای ارتدوکس بود و پیام پاتریارکی در دسامبر ۱۹۱۷ به نام "پیام به ملت روسیه" را او نوشت.

### در کسوت کشیشی و وقایع انقلاب اکتبر (۱۹۱۷–۱۹۲۱)
در ژوئن ۱۹۱۸ بولگاکف به مقام شماسی و سپس کشیشی رسید. او به سرعت در بین محافل کلیسایی مشهور شد. او در شورای سراسری کلیسای ارتدوکس روسیه که واسیلی ایوانویچ بلاوین (Васи́лий Ива́нович Белла́вин) را به مقام پاتریارک مسکو و کل روسیه منصوب کرد، شرکت کرد.
بولگاکف انقلاب اکتبر روسیه را مردود می‌دانست و در کتاب "در ضیافت خدایان" (۱۹۱۸)—کتابی که به سبک دیالوگ "سه گفتگو" اثر ولادیمیر سولویوف نوشته شده—موضع خود را نسبت به آن بیان کرد.
در ژوئیه ۱۹۱۸ بولگاکف مسکو را به مقصد کی‌یف ترک کرد و از آنجا به کورئیز در کریمه رفت تا به همسر و فرزندانش ملحق شود. او برای دو سال بعد، عضو شورای اسقف‌نشین تائورید در شهر سیمفروپول بود.
در کتاب "فلسفه نام" (۱۹۲۰–۱۹۲۲) و "تراژدی فلسفه" (۱۹۲۰–۱۹۲۱)، دیدگاه خود را در خصوص نسبت بین فلسفه و تعالیم مسیحی اصلاح کرد و به این نتیجه رسید که تفکر مسیحی قابل تبیین در قالب دگم‌های الهیاتی مسیحی هست.
وقتی بولشویک‌ها کریمه را در سال ۱۹۲۰ تصرف کردند، بولگاکف از سمت تدریس در دانشگاه برکنار شد.

### مهاجرت به پراگ (۱۹۲۲–۱۹۲۴)
در دسامبر ۱۹۲۲ سرگی بولگاکف با کشتی موسوم به "کشتی فیلسوفان" بدون حق بازگشت به جمهوری سوسیالیستی فدراسیون شورایی روسیه به مقصد قسطنطنیه تبعید شد. او پس از اقامتی کوتاه در قسطنطنیه به پراگ رفت و در ماه مه سال ۱۹۲۳ دعای خیر و برکت و تأیید مطران واسیلی سمییونویچ گئورییفسکی(Васи́лий Семёнович Гео́ргиевский) در کلیسای جامع سنت نیکولاس خدمت‌گذاری کرد و در گروه حقوق و الهیات مؤسسه علمی روسیه در برلین سمت استادی گرفت.
او خود را وقف جنبش‌های معنوی جوانان روسیه کرد و در جنبش جهانی کلیسا شرکت جست. او بنیان‌گذار و رهبر انجمن برادران سنت سوفیا بود که با تأییدات و تبرک پاتریارک تیخون مسکو تأسیس شد. همچنین وی از سازمان‌دهندگان و شرکت‌کنندگان در کنگره جنبش دانشجویی مسیحی روسیه (موسوم به RSCM) نیز بود.
بولگاکف در اولین نشست کنفرانس RSCM در پرژرو چکسلواکی و آرگوئنون فرانسه شرکت کرد و بعدها نیز به آن‌ها مشاوره می‌داد.

### پاریس (۱۹۲۵–۱۹۴۴)
در ژوئیه سال ۱۹۲۵ بولگاکف وارد پاریس شد. او عضو کمیته تأسیس متوخیون سرگیوس پاریس و از دستیاران سازمان‌دهنده آن بود. (با ساختمان متوخیون سرگیوس اورشلیم اشتباه نشود.)

بولگاکف به تأسیس مؤسسه الهیات ارتدوکس سنت سرگیوس کمک کرد، جایی که او تا آخر عمرش در آنجا مشغول به کار و فعالیت بود. او دوره‌هایی در مورد "کتاب مقدس عهد عتیق" و "الهیات جزمی" تدریس می‌کرد.
بولگاکف در سال ۱۹۲۷ در کنفرانس جهانی مسیحیت با محوریت "ایمان و نظم کلیسایی" در لووزان فرانسه وارد جنبش وحدت‌گرایی کلیساها شد و به چهره‌ای تأثیرگذار و مهم در این جنبش تبدیل شد؛ در سال ۱۹۳۴ سفری به ایالات متحده به این منظور نمود.
تأثیرگذارترین حرکت این جنبش در حوزه وحدت‌گرایی، گفت‌وگو با کلیسای آنگلیکان بود که نتیجه آن در پایان سال ۱۹۲۷ و اوایل سال ۱۹۲۸ محقق شد و یک نهاد دینی انگلیسی-روسی به نام انجمن سنت آلبان و سنت سرگیوس تأسیس گشت.
او در دوران زندگی پربارش در پاریس، دو اثر سه‌گانه بنیادین درباره سوفیولوژی به پایان رساند: اولی شامل "بوته سوزان" (۱۹۲۶)، "دوست داماد" (۱۹۲۷)، و "نردبان یعقوب" (۱۹۲۹) و دومی شامل "بره خدا"، "تسلی‌بخش"، و "عروس بره" (۱۹۳۹) بود.

## دیدگاه‌های سیاسی
بولگاکف دیدگاه بنیادین اقتصاد سیاسی قرن بیستم که بیان می‌داشت نیاز به توسعه مادی، اصل اولیه توسعه اقتصادی است، را محکوم می‌کرد. او توسعه اقتصادی را به مثابه شرطی لازم برای پیشرفت معنوی انسان ملاحظه می‌نمود، اما همچنین هشدار می‌داد که نباید پیشرفت اقتصادی صرف را جایگزین پیشرفت همگانی انسانی و فرهنگی نمود.
از نگر او، ماتریالیسم اخلاقی و روح بورژوازی‌گرایی معنوی دوران روم، که موجبات سقوط آن تمدن شد، بیماری جامعه مدرن اروپایی است.
بولگاکف—ناتوانی از رضایت به دلیل افزایش منافع مادی ملموس که به طور عمیقی در ناراستی‌های اجتماعی ریشه دارند، شوق فراوان به آرمان‌های جهان‌شمول انسانی و نیاز سیری‌ناپذیر به ایمان دینی آگاهانه و مؤثر را، از بارزترین ویژگی‌های "روح روسی" می‌دانست.
این باور او در سخنرانی‌های عمومی‌اش و در مقاله "کارلایل و تولستوی" که در مجله نووی پوت (دسامبر ۱۹۰۴) انتشار یافت، به خوبی منعکس شده است.
بولگاکف در رساله مفصل خود—کتاب دو جلدی "سرمایه‌داری و کشاورزی"—تأثیر قانون تمرکز تولید در کشاورزی را زیر سؤال برد، مزایای مزارع کوچک دهقانی نسبت به مزارع بزرگ را بررسی کرد، دلایل پایداری کشاورزی خانوادگی را تحلیل کرد و به نسخه‌ای از منبع اجاره زمین رسید.
او به این نتیجه رسید که طرح اقتصادی مارکس با واقعیات تاریخی سنخیت ندارد و نظریه اثباتی پیشرفت اجتماعی برآمده از آن، قادر به فهم و تغذیه ایمان راسخ و ریشه‌دار تاریخی انسان به نیکی و خیر نیست.
بولگاکف، پس از تلاش‌های نافرجام از به‌کارگیری نظام شناخت‌شناسی کانت در جهت توجیه اصول مارکسیسم، به این نتیجه رسید که توجیه قاطع و قابل دفاع حوزه زندگی خصوصی و عمومی انسان در گرو بسط استانداردهای بی‌قید و شرط در خصوص "زیبایی"، "خیر" و "حقیقت" خواهد بود.

## دیدگاه‌های فلسفی
در اواخر قرن نوزدهم و اوایل بیستم، بولگاکف از مارکسیسم دلسرد شد، زیرا آن را ناتوان از پاسخ‌گویی به نیازهای ژرف دینی و ناتوان از متحول نمودن بنیادین شخصیت فردی انسان می‌دانست. او دوباره به مسیحیت گروید.
در جریان انقلاب ۱۹۰۵ او مقاله "قهرمانی و ریاضت" را نگاشت و از دو مسیر متفاوت در پیش روی روشنفکران روس سخن گفت. "قهرمانی" همان راهی بود که اکثریت رهرو آن بودند؛ راهی که می‌خواست جامعه را با ابزارهای بیرونی دگرگون کند: جایگزینی یک طبقه با طبقه دیگر، استفاده از خشونت و ترور، بدون توجه به محتوای معنوی و شخصیت فردی انسان.
مسیر دوم "ریاضت" بود که راهیست متفاوت و مستلزم دگرگونی و مجاهدت درونی است و نه اقدامات خارق‌العاده بیرونی. بولگاکف هشدار می‌داد که راه "قهرمانی" روسیه را به سوی یک تراژدی خونین می‌برد.
بولگاکف که به عنوان پدر سرگیوس شناخته می‌شد، به خاطر اندیشه‌های الهیاتی‌اش، با اتهاماتی هم از کلیسای ارتدوکس مسکو (که زیر فشار استالین بود) و هم از کارلووتسی (حوزه قضایی کلیسای ارتدوکس در شهر سرمسکی کارلووتسی که زیر سلطه سلطنت‌طلبان بود) روبرو شد. این اتهامات هم ریشه در دلایل سیاسی و هم دلایل الهیاتی داشت.
در حوزه الهیاتی به وضوح ترس از پرسش‌های نوین احساس می‌شد. در ۱۹۳۵ آموزه‌های بولگاکف از سوی پاتریارک‌های مسکو و در سال ۱۹۳۷ نیز شورای اسقف‌های خارجی در کارلووتسی آن‌ها را محکوم کرد.

## سوفیولوژی
سوفیا یک واژه یونانی (Σοφία) به معنای حکمت است که ریشه‌های فکری آن به افلاطون، ادیان هلنیستی و آیین‌های گنوسی (عرفانی) می‌رسد. اگرچه اصول آن بیشتر کلامی است، اما مشتمل بر مقولات فلسفی چون "واحد"، "امر خیر" و "امر زیبا" می‌باشد که سوفیا به این مقولات تشخّص و یا الوهیت می‌بخشد.
در روسیه، به‌جز بولگاکف، شخصیت‌های مطرحی در تاریخ اندیشه الهیاتی همچون ولادیمیر سولویوف و پاول فلورنسکی در بسط این مفهوم نقش مهمی داشتند. اما باید گفت بولگاکف، به صورتی درخشان مفهوم جزمی-الهیاتی سوفیا را بسط داد، به طوری که تفکر او هم سنت‌های مسیحیت ارتدوکسی و هم مباحث فلسفی را در نظر می‌گیرد.
او به نوعی در تلاش برای تطبیق نظریه مثل افلاطون با جهان‌بینی مسیحی بود که توسط آبا کلیسای شرقی همچون آتاناس، گریگوری نازیانزنوس و دیگران آغاز شده بود و پیش از او سولویوف نیز به این کار اهتمام ورزیده بود.
سوفیا نزد بولگاکف با جهان مثل این‌همان انگاشته می‌شود؛ جهانی که در عقل الهی جای دارد و حامل صور مثالی همه موجودات و قوانین بنیادین هستی است. کاسموس یا ایده کیهان در ذات الهی وحدتی یگانه دارد، اما این وحدت در خود، کثرتی از ایده‌ها را دربر می‌گیرد که نظم کیهانی را سامان می‌بخشند.
در عقل الهی، جهان ایده‌ها ازلی و غیرمخلوق است، هرچند در لحظه‌ای خاص، بر اساس اراده الهی تحقق یافته است. از آن لحظه آغازین هستی، ایده‌هایی که ساختار هستی را شکل می‌دهند، در جهان مادی پدیدار شدند و انسان می‌تواند آن‌ها را در این جهان بازشناسد و از طریق آن به حکمت الهی—یعنی سوفیای حقیقی—دست یابد.
طبق آموزه سوفیولوژیکی بولگاکف، جهان مثل (جهان ایده‌ها)—بی‌تشکیک و فراسوی هر چیز—در خداوند متعال جای دارد. اما از آغاز آفرینش در جهان حضور دارد و در جهان مادی است که در تنوعی عظیم آشکار می‌شود. این جهان برای ما درون‌ماندگار است، چرا که تنها از طریق واقعیت عینی و درون خودمان می‌توانیم آن را بازشناسیم.
این دیدگاه، بولگاکف را به سوی نظریه‌ای دوآلیستی از سوفیا سوق می‌دهد: یکی سوفیای متعالی و ذاتاً الهی (سوفیای خالق) و دیگری درون‌ماندگار در آفرینش (سوفیای مخلوق). این نظریه در سال ۱۹۱۷ در کتاب "نور بی‌زوال" مطرح شد و سپس در آثار "بره خدا"، "حکمت خدا"، "عروس بره" و "تسلی‌بخش" (روح‌القدس) بسط یافت.
از منظر بولگاکف، وظیفه انسان عبارت است از تبدیل سوفیایی جهان یا به‌عبارت دیگر بازگرداندن طبیعت به وضعیت آغازین خود. او دیدگاه خود را "متریالیسم دینی" یا "پان‌انتئیسم" می‌نامد. جهان متعلق به خداست، چون چیزی بیرون از خدا به عنوان امری بیگانه از او نمی‌تواند وجود داشته باشد.
در واقع جهان در خداست، که بنیان واقعیت خود و غایت خود را می‌یابد و این "سوفیا"ست که این رابطه را در خلقت و تحولش محقق می‌کند.